# Mall Cop
Pour plus de détails, voir Fiche technique et Distribution.
Mall Cop est un film américain réalisé par David Greenspan, sorti en 2005.

## Fiche technique
- Titre original : Mall Cop
- Réalisation : David Greenspan
- Scénario : Selena Chang, Matthew Reynolds
- Direction artistique : J. Fegan
- Décors : John P. Fegan
- Costumes : Birgitta Bjerke
- Photographie : Seo Mutarevic
- Montage : David Greenspan, Hilary Schroeder
- Musique : John Swihart (en)
- Production : Andrew Louca
  - Production associée : Matthieu de Braconier
- Pays d'origine : États-Unis
- Année : 2005
- Langue originale : anglais
- Format : couleur – 1,85:1
- Genre : comédie
- Durée : nc
- Dates de sortie : 
  -  États-Unis : 23 avril 2005[1]
  -  États-Unis : 1er janvier 2011 (Slamdance Film Festival)

## Distribution
- Derek Cecil : Frank
- Kathleen Robertson : Donna
- Nick Searcy : White Wedding
- Jennifer Morrison : Chris
- J Barton : Todd
- Alex Craig Mann : Robert
- Rula Elyas : Ms. Dewit
- Catherine Haun : Chris's Mom
- Lexi Louca : Teen ager
- Annie Murdock : Actor
- Barbara Murdock : Actor
- Todd Thatcher Cash : Father
- Alex Knight : Skinny Teenage Kid